# Севан (град)
Вижте пояснителната страница за други значения на Севан.
Севан (на арменски: Սևան) е град разположен в провинция Гегаркуник, Армения. Градът е разположен на брега на езерото Севан. Населението му през 2011 година е 19 229 души.

## Население
- 1990 – 26 951 души
- 2001 – 18 776 души
- 2009 – 23 162 души
- 2011 – 19 229 души

## Побратимени градове
- Биси Сен Жорж, Франция (от 7 август 2009)
- Бродница, Полша (от септември 2010)